# Edward Y. Parsons

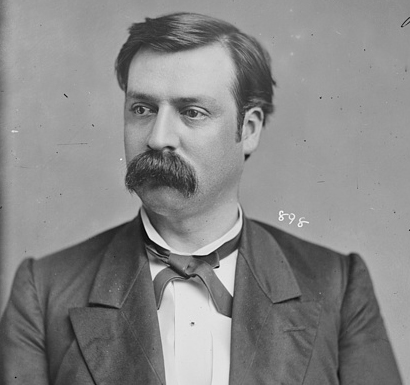
Edward Y. Parsons

Edward Young Parsons (* 12. Dezember 1842 in Middletown, Jefferson County, Kentucky; † 8. Juli 1876 in Washington, D.C.) war ein US-amerikanischer Politiker. Zwischen 1875 und 1876 vertrat er den Bundesstaat Kentucky im US-Repräsentantenhaus.

## Werdegang
Edward Parsons besuchte die öffentlichen Schulen in Louisville und danach für ein Jahr die St. Louis High School. Nach seiner Rückkehr nach Kentucky studierte er bis 1861 an der University of Louisville. In den folgenden drei Jahren arbeitete Parsons als Lehrer. Nach einem anschließenden Jurastudium an der Louisville Law School und seiner 1865 erfolgten Zulassung als Rechtsanwalt begann er in Louisville in diesem Beruf zu arbeiten.
Politisch war Parsons Mitglied der Demokratischen Partei. Bei den Kongresswahlen des Jahres 1874 wurde er im fünften Wahlbezirk von Kentucky in das US-Repräsentantenhaus in Washington, D.C. gewählt, wo er am 4. März 1875 die Nachfolge von Elisha Standiford antrat. Parsons konnte seine eigentlich bis zum 3. März 1877 laufende Legislaturperiode im Kongress aber nicht beenden, weil er bereits am 8. Juli 1876 starb. Der mit Mary Belknap verheiratete Politiker wurde in Louisville beigesetzt. Sein Abgeordnetenmandat fiel nach einer Nachwahl an Henry Watterson.